# 董光裕
董光裕（1542年—？），字子順，號理軒，山西平陽府洪洞縣人，匠籍，明朝政治人物。

## 生平
隆慶四年（1570年）庚午科山西鄉試第六十二名舉人。隆慶五年（1571年）聯捷辛未科會試第三百九十七名，三甲第二百九十三名進士。吏部觀政，授行人，萬曆三年（1575年）七月选授试御史，四年八月实授陕西道監察御史，五年三月差巡督两淮盐课兼理河道，七年二月巡按南直隶應天等府，养病，卒。

## 家族
曾祖董瀹，義官；祖父董富；父董汝霖，王府教授。母張氏；前母宋氏；繼母郭氏。具庆下。